# اندیس گردنه فریادون (لردن ۱)
گردنه فریادون ( لردن ۱ ) یک اندیس فلزی است که در حوالی شهر ده بید استان فارس قرار دارد و مادهٔ معدنی موجود در آن، آهن است.سنگ میزبان این اندیس آهک است  